# 朝鮮民主主義人民共和國主席

共和國永遠的主席金日成

朝鮮民主主義人民共和國主席，自1972年设立，至1998年废除，这期间国家主席是朝鲜的国家元首。

## 沿革
朝鮮民主主義人民共和國主席即1972年12月至1998年9月朝鮮民主主義人民共和國的國家元首。其前身为1945年9月朝鲜左派设立僅存一年的朝鮮人民共和國主席。
1945年9月6日，朝鲜建国准备委员会在朝鮮半島南部发表了朝鮮人民共和國建国宣言，选举出李承晚为国家主席，一年後朝鮮人民共和國解散，改組為民主主義民族戰線。
1948年9月9日，金日成在朝鮮半島北部建立了朝鮮民主主義人民共和國，並被選為朝鮮勞動黨中央委員會委員長和內閣首相；1953年2月，被授予「共和國元帥」軍事稱號。1972年12月，成為首任朝鮮民主主義人民共和國主席，亦是至今為止唯一一任。金日成去世後，朝鮮在1998年9月5日第十屆最高人民會議第一次會議上修改憲法，廢除國家主席一職，將主席的榮譽永遠留給金日成，並尊稱他為共和國永遠的主席。
朝鮮在1972年12月最高人民会议通過《朝鮮民主主義人民共和國社會主義憲法》規定設立中央人民委员会為國家權利的最高領導機關，由國家主席領導。 
1992年4月對憲法進行了增刪和修改，刪去國家主席擔任朝鮮一切武裝力量的最高司令官和國防委員會委員長條款。 
朝鮮最高領導人一般會兼任朝鮮勞動黨總書記、朝鮮國務委員會委員長、朝鲜人民军最高司令官，有些地區稱朝鮮最高領導人為朝鮮民主主義人民共和國領導人、北朝鮮領導人、或北韓領導人。前任最高領導人為金正日。現任最高領導人為朝鲜劳动党总书记、朝鮮國務委員會委員長金正恩。

## 职责

### 1972年宪法
- 国家的领袖，代表朝鲜民主主义人民共和国的国家主权。
- 作为中央人民委员会（国家主权的最高指导机关）的首长，直接指导该委员会。
- 对最高人民会议承担政治上的责任，向最高人民会议提议朝鲜民主主义人民共和国副主席、中央人民委员会书记长、中央人民委员会委员、政务院总理、国防委员会副委员长的人选和提议罢免。
- 政务院会议的召集、指导。
- 成为朝鲜民主主义人民共和国全盘武力的最高司令官和国防委员会委员长，指挥、统率国家的一切武力。
- 公布最高人民会议法令、中央人民委员会政令、最高人民会议常设会议决定，发布朝鲜民主主义人民共和国主席命令。
- 特赦权的使用。
- 进行条约的批准、废弃。
- 接受来自外国的外交使节的国书和传唤书。

### 1992年宪法
- 国家的领袖，代表朝鲜民主主义人民共和国。
- 作为中央人民委员会的首长，指导该委员会。
- 对最高人民会议承担政治上的责任，向最高人民会议提议朝鲜民主主义人民共和国副主席，政务院总理的人选和提议罢免。
- 政务院会议的召集、指导。
- 公布最高人民会议法令、最高人民会议常设会议决定、中央人民委员会政令及决定，发布朝鲜民主主义人民共和国主席命令。
- 特赦权的使用。
- 公布条约的批准及废弃。
- 任命及召回驻外国的外交代表。
- 接受外交使节的国书和传唤书。

## 歷任朝鮮国家主席
| 序号 | 肖像 | 姓名              | 在职         | 离职                                | 政党         | 政权                   |
| ---- | ---- | ----------------- | ------------ | ----------------------------------- | ------------ | ---------------------- |
| −    |      | 李承晚 （未就任） | 1945年9月6日 | 1946年2月                           | 無           | 朝鲜人民共和国         |
| −    |      | 金日成            | 1946年       | 1947年                              | 北朝鮮勞動黨 | 北朝鮮臨時人民委員會   |
| −    |      | 金日成            | 1947年       | 1948年                              | 北朝鮮勞動黨 | 北朝鮮人民委員會       |
| 1    |      | 金日成            | 1972年12月   | －至今（宪法） 1994年7月8日（实际） | 朝鮮勞動黨   | 朝鮮民主主義人民共和國 |

### 历任朝鮮国家副主席
| 序号 | 肖像 | 姓名   | 在职         | 离职       | 政党                   | 政權                   |
| ---- | ---- | ------ | ------------ | ---------- | ---------------------- | ---------------------- |
| −    |      | 吕运亨 | 1945年9月6日 | 1946年2月  | 韩国民主党→朝鲜人民党  | 朝鲜人民共和国         |
| 1    |      | 崔庸健 | 1972年12月   | 1976年9月  | 朝鲜劳动党、朝鲜民主党 | 朝鮮民主主義人民共和國 |
| 2    |      | 康良煜 | 1972年12月   | 1983年1月  | 朝鲜民主党             | 朝鮮民主主義人民共和國 |
| 3    |      | 金东奎 | 1974年11月   | 1977年12月 | 朝鲜劳动党             | 朝鮮民主主義人民共和國 |
| 4    |      | 金一   | 1976年4月    | 1984年3月  | 朝鲜劳动党             | 朝鮮民主主義人民共和國 |
| 5    |      | 朴成哲 | 1977年12月   | 1998年9月  | 朝鲜劳动党             | 朝鮮民主主義人民共和國 |
| 6    |      | 李钟玉 | 1984年1月    | 1998年9月  | 朝鲜劳动党             | 朝鮮民主主義人民共和國 |
| 7    |      | 金英柱 | 1993年12月   | 1998年9月  | 朝鲜劳动党             | 朝鮮民主主義人民共和國 |
| 8    |      | 金炳植 | 1993年12月   | 1998年9月  | 朝鲜社会民主党         | 朝鮮民主主義人民共和國 |